# Morsbronn-les-Bains
Morsbronn-les-Bains je občina v departmaju Bas-Rhin francoske regije Alzacija.
Leta 1990 je v občini živelo 585 oseb oz. 85 oseb/km².